# Форма голоса
«Форма голоса» (яп. 聲の形 Коэ но катати) — манга, написанная и проиллюстрированная Ёситоки Оимой. Сначала манга вышла в виде ваншота в журнале Bessatsu Shōnen Magazine, затем полностью реализовала себя как полноценное произведение в журнале Weekly Shonen Magazine издательства «Коданся». В 2015 году манга была номинирована на премию Манга тайсё. В 2016 был выпущен полнометражный фильм, созданный Kyoto Animation.

## Сюжет
История разворачивается вокруг Сёи Исиды, школьного хулигана. Учась в начальной школе, он вместе со своими друзьями издевался над глухой одноклассницей Сёко Нисимией. Когда об этом узнали взрослые, то всю вину дети переложили на героя. В конце концов Исида становится ещё одним объектом для издевательств, о чём он догадался только после перевода Нисимии в другую школу (она постоянно стирала неприятные надписи с его парты). Мальчик становится изгоем в своем классе и решает, что в друзьях нет смысла. В средней школе о его издевательствах над глухой девочкой узнали практически сразу, что приводит его к полной отрешённости от окружающего мира. Не имея ни друзей, ни планов на будущее, он задумался о самоубийстве. Перед его исполнением он продал все свои вещи, чтобы вернуть матери потраченные на его выходки деньги, и решил исправить главную ошибку своего детства. Исида искал Нисимию и даже изучил японский жестовый язык на базовом уровне, чтобы извиниться. Именно встреча с ней заставила главного героя пересмотреть своё решение. Чтобы искупить свой грех, он решил найти Нисимии друзей, которые принимали бы её такой, какая она есть. Со временем у него появляются новые друзья и он всё чаще встречается после школы на мосту с Нисимией.

## Персонажи
Сёя Исида (яп. 石田 将也 Исида Сё:я) — главный герой истории, хулиган, издевающийся над глухой одноклассницей. Вскоре стал изгоем и перестал обращать внимание на окружающих людей (представляя их всех с огромным крестом на лице). Это одиночество довело его до решения покончить с собой, однако встреча с Нисимией заставила его передумать. Стараясь исправить ошибки детства, всё чаще проводит время с Нисимией. Исида чувствует, что он не был наказан достаточно за издевательство над Нисимией и часто хотел убить молодого себя. Он смирился с тем, что больше никогда не сможет снова найти друзей, однако хочет найти их для Нисимии. В конце концов Исида считает себя ненадёжным рассказчиком, так как он сфабриковал большую часть своих воспоминаний о других людях, издевающихся над Нисимией, чтобы облегчить свои муки и убедить себя, что он был не единственным виновником, однако на самом деле другие дети превратили Исиду в козла отпущения, чтобы не брать ответственность на себя. По мере того, как серия прогрессирует, Исида помогает Нисимии найти друзей. Он также спасает её от прыжка с балкона квартиры Нисимии, пострадав при этом сам. В конце манги меняет своё мнение об окружающих и снимает со всех кресты.
Сэйю: Мию Ирино, Маю Мацуока (в детстве). На русском: Юрий Романов, Анна Балицкая (в детстве).
Сёко Нисимия (яп. 西宮 硝子 Нисимия Сё:ко) — главная героиня истории, глухая девочка, над которой издевался главный герой со своими друзьями. В младшей школе из-за издевательств была вынуждена уйти учиться в другую школу. Через пять лет Исида нашёл её, чтобы извиниться. Пыталась спрятаться от него, но поняла, что он изменился, когда тот заговорил с ней на языке жестов. Живёт с матерью и сестрой, так как отец покинул семью, когда Нисимия была ещё совсем маленькой, узнав о её глухоте. Не держит обиду на своих обидчиков и даже улыбается им в ответ, что заставляет других задуматься о поддельности её чувств. Решает покончить с собой, узнав, что Исида потерял всех своих друзей из-за неё. В конце концов спасена им же и понимает, насколько было эгоистично её решение. Влюблена в Исиду, но из-за языкового барьера тот постоянно не понимает её, когда Нисимия пытается рассказать о своих чувствах.
Сэйю: Саори Хаями. На русском: Мария Щербакова.
Юдзуру Нисимия (яп. 西宮 結絃 Нисимия Юдзуру) — младшая сестра Сёко и ученица средней школы. Занимается фотографией, в основном фотографируя мёртвых животных, что приводит к конфликтам с матерью. Как выяснилось, эти фотографии нужны, чтобы Нисимия поняла, насколько ужасна смерть и не пыталась покончить с собой. В детстве обрезала свои волосы, чтобы мама разрешила Нисимии отращивать свои. С тех пор сохранила короткую стрижку, из-за чего её часто путают с мальчиком. Испытывает огромную ненависть ко всем обидчикам Нисимии, однако изменила своё мнение по поводу Исиды и вскоре стала даже поощрять его желание дружить со старшей сестрой.
Сэйю: Аой Юки. На русском: Марина Осенко.
Наока Уэно (яп. 植野 直花 Уэно Наока) — бывшая одноклассница Исиды и Нисимии. В начальной школе вместе с Сёей всячески издевалась над Сёко. Признается главному герою, что тот ей всегда был не безразличен. Считает, что Нисимия использует свою инвалидность, чтобы привлечь внимание Исиды. Также считает, что Исида стал изгоем и ненавидит всех именно из-за Нисимии. Ещё Уэно раздражает беспомощность героини перед обидчиками. Единственная в съёмочной команде, которую Исида представляет с крестом на лице, показывая своё огромное отвращение к ней, хотя та была с ним ближе всех в начальной школе. Работает в кафе. В финале меняет свое отношение к Нисимии и мирится с ней.
Сэйю: Юки Канэко. На русском: Мария Бондаренко.
Томохиро Нагацука (яп. 永京 友宏 Нагацука Томохиро) — одноклассник Сёи, Масибы и Мики в старшей школе. Стал его первым другом в старших классах после того, как Исида спас его от хулигана, посчитав это актом доброты и неплохим началом для нерушимой дружбы. Первый, кого герой стал замечать из окружающих людей (не считая семьи и Нисимии). Имеет довольно специфичную внешность и часто врёт. Становится самопровозглашённым лучшим другом Исиды и начинает боготворить его. Уэно и Каваи находят Нагацуку отталкивающей личностью, а Исиду начинает раздражать желание парня принять сторону героя, хотя они едва знакомы. Мечтает стать режиссёром.
Сэйю: Кэнсё Оно. На русском: Олег Бондарь.
Мики Каваи (яп. 川井 みき Каваи Мики) — одноклассница Исиды с начальной школы по старшую. Играет роль некоторого катализатора манги, так как именно её обвинения стали причиной его изоляции среди одноклассников, её же слова стали причиной его отчуждения от съёмочной группы. Имеет довольно нарциссическую личность, так как считает, что все окружающие её люди должны любить её. Пользуется популярностью как у одноклассников, так и у учителей. Исида мало уделял ей внимания, поэтому считал, что она тоже издевалась над Нисимией, однако Мики никогда этим не занималась, но и не останавливала обидчиков. После предложения сделать бумажных журавликов, как желания скорейшего выздоровления Исиды, вызывает отвращение у одноклассников. Впервые испытав на себе отчуждение, пересматривает свое отношение к окружающим, решив стать более чуткой. Влюблена в Сатоси Масибу.
Сэйю: Мэгуми Хан. На русском: Елена Симанович.
Миёко Сахара (яп. 佐原 みよこ Сахара Миёко) — одноклассница Уэно. Бывшая одноклассница Исиды и Нисимии. Была единственной, кто хорошо общался с Сёко, и для этого учила язык жестов. Из-за своей дружбы с Нисимией стала объектом издевательств. Вскоре переехала и перешла в другую школу, не переставая при этом изучать язык жестов. Сахара проводит больше всех времени с Нисимией и смело заявляет, что они лучшие подруги, так как спустя годы они всё равно остались достаточно близки. Имеет неординарный вкус, из-за чего в старших классах некоторые недолюбливают её, однако Миёко сильно изменилась с возрастом, поэтому не обращает на это внимания и даже защищает Нисимию от Уэно. Сахара достаточно высокая, что особенно заметно из-за её обуви на высоком каблуке.
Сэйю: Юи Исикава. На русском: Екатерина Астрединова.
Сатоси Масиба (яп. 真柴 智 Масиба Сатоси) — одноклассник Исиды, Нагацуки и Мики. Был одиноким в детстве и часто подвергался насилию со стороны одноклассников, поэтому жёстко воспринимает абсолютно любой акт насилия. Уравновешенный и спокойный. Не замечал чувств Мики, пока на них не указал Исида. Считал Исиду более асоциальным, чем он есть, и хотел на его фоне казаться нормальным, что заставляет Сатоси чувствовать себя самым незначительным героем фильма. Также именно по этой причине без сомнений ударил Исиду по его просьбе. Первый помирился с Исидой в больнице. Из-за (как ему казалось) несправедливых обвинений в сторону Исиды, плеснул воду в лицо Такэути, когда вместе с Сёей ходил выпрашивать место для съемок в школе.
Сэйю: Тосиюки Тоёнага. На русском: Михаил Каданин.
Яэко Нисимия (яп. 西宮 八重子 Нисимия Яэко) — мать Сёко и Юдзуру. Холодная женщина и мать-одиночка, которая желает своим детям только лучшего. С воспитанием двух дочерей ей помогала собственная мать, что сказалось на её отношениях с Юдзуру. Заставляла Сёко ходить в начальную школу, несмотря на издевательства, так как считала, что это подготовит дочь к будущему. Хотела обрезать Сёко волосы, чтобы та выглядела более стойкой, однако Юдзуру была категорически против этого. Ненавидит Исиду, считая что именно он лишил её дочь счастливой школьной жизни. Однако после смерти своей мамы смягчается и даже благодарит юношу за его дружбу с Юдзуру. После попытки самоубийства Сёко становится ближе с Исидой и его мамой.
Сэйю: Акико Хирамацу. На русском: Светлана Поваляева.
Ито Нисимия (яп. 西宮 いと Нисимия Ито) — бабушка Сёко и Юдзуру. Мудрая и заботливая женщина, которая помогала своей дочери с воспитанием её детей. Так как именно она провела больше всего времени с Юдзуру и именно она купила Юдзуру первую камеру, та очень очень сильно её любила и больше всех переживала её смерть. В своем последнем письме пробует в последний раз убедить Юдзуру помириться с матерью.
Сэйю: Икуко Тани. На русском: Светлана Поваляева.
Мияко Исида (яп. 石田 美也子 Исида Мияко) — добрая и любящая мать-одиночка, владеющая собственной парикмахерской, на втором этаже которой и живёт семья. Разочаровалась в сыне, узнав о его издевательствах над глухой девочкой, и выплатила полную стоимость слуховых аппаратов. Догадалась о желании сына свести счеты с жизнью и угрожала ему сжечь оставленные ей от него деньги (в итоге случайно и сожгла). Очень добра к Юдзуру и разрешает ей оставаться у них дома. Присматривает за своей внучкой, Марией. Испытывала смешанные чувства к Сёко после попадания Исиды в больницу, хотя оставалась вежливой с ней. После пробуждения сына снова с ней помирилась и очень хорошо подружилась с её мамой.
Сэйю: Сацуки Юкино. На русском: Анастасия Климушкина.
Кадзуки Симада (яп. 島田 一旗 Симада Кадзуки) — лучший друг Исиды в начальной школе, а также подстрекатель его будущих обидчиков. Наладив контакт с Сёей, Уэно решила, что неплохо будет вернуть старые времена, а для этого нужно помирить парня с Кадзуки. Девушка отводит героя в парк развлечений, где работает Симада, однако у Исиды иное мнение на этот счёт. Он больше не желает иметь ничего общего с Кадзуки. Когда Сёя падает с крыши, именно Кадзуки спасает его, однако герой этого не знает, так как был в коме, а единственного свидетеля, Нисимию, сам Кадзуки просит не рассказывать об этом. Однако, не оставив попыток помирить друзей, Уэно рассказывает о том, что произошло.
Сэйю: Рё Ниситани, Сатико Кодзима (в детстве). На русском: Артём Фильченко.
Кэйскэ Хиросэ (яп. 広瀬 啓祐 Хиросэ Кэйсукэ) — ещё один лучший друг Исиды со времён начальной школы. После перевода Нисимии издевался над ним вместе с остальными. Помогал спасти Исиду из реки.
Сэйю: Такуя Масумото, Хана Такэда (в детстве). На русском: Милена Хорошко.
Такэути (яп. 竹内) — классный руководитель главных героев в начальной школе. Достаточно мелкий человек, который считает присутствие Нисимии в школе несправедливым решением по отношению к обычным детям. Хоть и был разочарован в Исиде из-за его издевательств, сам часто смеялся над шутками в сторону Сёко. После того как Исида заявил об этом при директоре, стал побуждать детей в превращении Сёи в козла отпущения и отказался верить ему, когда тот рассказал об издевательствах над ним. Спустя годы говорит Исиде, что тот превратился в прекрасного молодого человека благодаря тем плохим вещам, что с ним приключились, однако не поменял своё отношение к Сёко, что разозлило героя. Масиба выливает свой напиток на учителя, и тот запрещает съёмки на территории школы. Изменил своё решение после госпитализации Исиды.
Сэйю: Фуминори Комацу. На русском: Александр Фильченко.
Кита (яп. 喜多) — учительница музыки в начальной школе, где учились герои. Кита была единственной из педагогического состава, кто решил наладить контакт с Сёко. Она даже предлагала классу выучить язык жестов, однако так как она сама его не знала, её предложение отвергли. Тогда она решила включить Сёко в школьный хор, из-за чего они проиграли соревнования, что заставило детей ещё больше невзлюбить девочку.
Актриса дубляжа: Марина Осенко (сэйю в титрах не указана).
Мария Исида (яп. 石田 マリア Исида Мариа) — племянница Исиды, наполовину японка и наполовину бразильянка. Она постоянно ищет разницу между мёртвыми и живыми после падения Исиды, так как опасалась, что тот погиб. Юдзуру стала её наставником в этом вопросе.
Сэйю: Эрэна Камата. На русском: Лилия Юникова.
Сестра Сёи (яп. 将也の姉 Сё:я но анэ) — единственный персонаж, чьё лицо не показывают до самого конца, постоянно скрывая какими-то предметами. Она значительно старше Сёи. Встречалась с огромным количеством парней. Исида отдалился от неё, так как младший брат одного из её ухажеров издевался над ним. Вышла замуж за бразильца, от которого к концу манги ждёт второго ребёнка.
Сэйю: Аяно Хамагути. На русском: Марина Осенко.
Исида Педро (яп. いしだ ペドロ Исида Пэдоро) — муж сестры Сёи и отец Марии. После женитьбы взял фамилию жены. Они с сестрой Сёи начали встречаться ещё до перевода Сёко в класс героя.
Сэйю: Рюноскэ Ватануки. На русском: Михаил Глушенков.

## Медиа

### Манга
| Зрительский рейтинг     | Зрительский рейтинг     | Зрительский рейтинг     |
| (на 19 августа 2018 г.) | (на 19 августа 2018 г.) | (на 19 августа 2018 г.) |
| ----------------------- | ----------------------- | ----------------------- |
| Сайт                    | Оценка                  | Голосов                 |
| Anime News Network      | · ссылка                | 108                     |

Ёситоки Оима начала публиковать серию в журнале «Weekly Shonen Magazine» в августе 2013 года. Первый том манги был издан 15 ноября 2013 года. Заключительный, седьмой том был издан 17 декабря 2014 года. По состоянию на октябрь 2016 года совокупные продажи томов манги составили более трёх миллионов пятисот тысяч экземпляров.
В России манга выпущена издательством «Истари комикс».
| № | Японский             | Японский               | Русский              | Русский                |
| № | Дата публикации      | ISBN                   | Дата публикации      | ISBN                   |
| - | -------------------- | ---------------------- | -------------------- | ---------------------- |
| 1 | 15 ноября 2013 года  | ISBN 978-4-06-394973-5 | 24 декабря 2016 года | ISBN 978-5-904676-75-9 |
| 2 | 17 января 2014 года  | ISBN 978-4-06-395004-5 | 24 декабря 2016 года | ISBN 978-5-904676-76-6 |
| 3 | 17 марта 2014 года   | ISBN 978-4-06-395036-6 | 8 октября 2017 года  | ISBN 978-5-904676-88-9 |
| 4 | 17 июня 2014 года    | ISBN 978-4-06-395111-0 | 8 октября 2017 года  | ISBN 978-5-904676-89-6 |
| 5 | 16 августа 2014 года | ISBN 978-4-06-395165-3 | 18 мая 2018 года     | ISBN 978-5-907014-21-3 |
| 6 | 17 октября 2014 года | ISBN 978-4-06-395221-6 | 18 мая 2018 года     | ISBN 978-5-907014-22-0 |
| 7 | 17 декабря 2014 года | ISBN 978-4-06-395268-1 | 18 мая 2018 года     | ISBN 978-5-907014-23-7 |

### Аниме
| Зрительский рейтинг     | Зрительский рейтинг     | Зрительский рейтинг     |
| (на 19 августа 2018 г.) | (на 19 августа 2018 г.) | (на 19 августа 2018 г.) |
| ----------------------- | ----------------------- | ----------------------- |
| Сайт                    | Оценка                  | Голосов                 |
| AniDB                   | · ссылка                | 1771                    |
| IMDb                    | · ссылка                | 17573                   |
| Anime News Network      | · ссылка                | 346                     |

17 сентября 2016 года в японский прокат вышел полнометражный анимационный фильм Koe no Katachi. Производством фильма занималась студия Kyoto Animation. На русском языке лицензирована компанией «Вольга» в 2020 году для онлайн-показа. Дубляж выполнен студией «Реанимедия».

#### Музыка
Открывающей композицией является песня британской группы The Who — «My Generation».
Закрывающей композицией является песня «Koi wo Shita no wa» (То, что мы любили, значит…) в исполнении певицы AIKO.

#### Награды и номинации
- 2017 — номинация на премию Майнити за лучший анимационный фильм.
- 2017 — номинация на премию Японской киноакадемии за лучший анимационный фильм года[6].
- 2017 — премия Tokyo Anime Award в категории полнометражных фильмов.
- 2017 — премия японских кинокритиков[англ.] в категории лучший анимационный фильм года[7].
- 2017 — номинация на премию фестиваля в Анси за лучший полнометражный анимационный фильм[8].